# Viešintos
Viešintos is een plaats in de gemeente Anykščiai in het Litouwse district Utena. De plaats telt 383 inwoners (2001).